# Атланта (Мичиген)
Атланта (енгл. Atlanta) насељено је место без административног статуса у америчкој савезној држави Мичиген.

## Демографија
По попису из 2010. године број становника је 827, што је 70 (9,2%) становника више него 2000. године.
| Група             | 2000.       | 2010.       |
| Белци             | 742 (98,0%) | 800 (96,7%) |
| Афроамериканци    | 1 (0,1%)    | 1 (0,1%)    |
| Азијати           | 3 (0,4%)    | 5 (0,6%)    |
| Хиспаноамериканци | 3 (0,4%)    | 9 (1,1%)    |
| Укупно            | 757         | 827         |